# 반다이 남코 코리아
반다이 남코 코리아(영어: Bandai Namco Korea, 일본어: バンダイナムココリア)는 한국에 들어온 일본의 완구 회사이다. 반다이의 지사로 대한민국에 2000년 합작회사 설립하였다.

## 연혁
- 2000년 일본 반다이와 대한민국의 대원C&A홀딩스과 합작회사 제휴
- 2000년 반다이코리아㈜ 설립
- 2000년 완구비지니스 전개
- 2003년 반다이코리아 직영점 THE GUNDAM BASE SIDE.1 용산 전자랜드점 오픈
- 2005년 일본의 비디오 게임회사 ㈜남코와 경영 통합
- 2008년 온라인 쇼핑몰 서비스 시작
- 2010년 건프라 30주년 기념 건프라 엑스포 IN SEOUL 개최
- 2015년 반다이남코코리아㈜ 사명 변경
- 2016년 캐릭터 라이선싱 페어 2016 참가
- 2017년 하코룸 / 오델로 상품 전개
- 2018년 레미 & 솔라 / 벅스닌 상품 전개
- 2019년 다마고치 썸 / 카카오프렌즈 프라모델 시리즈 전개
- 2020년 네이버 브랜드스토어 입점